# Kyselina taurochenodeoxycholová
Kyselina taurochenodeoxycholová je organická sloučenina vznikající připojením taurinu na molekulu kyselinychenodeoxycholové. Je vylučována do žluče a odtud do tenkého střeva. Za fyziologického pH je obvykle ionizována, může však krystalizovat jako sodná sůl. Slouží k usnadnění rozpouštění tuků v tenkém střevě a tím zlepšuje jejich trávení a sama je následně vstřebávána v kyčelníku. Používá se jako cholagog a choleretikum.